# دبليو 31
w31 هي قنبلة هيدروجينية أمريكية الصنع ولديها ذخيرة ذرية دات منهج تدميري

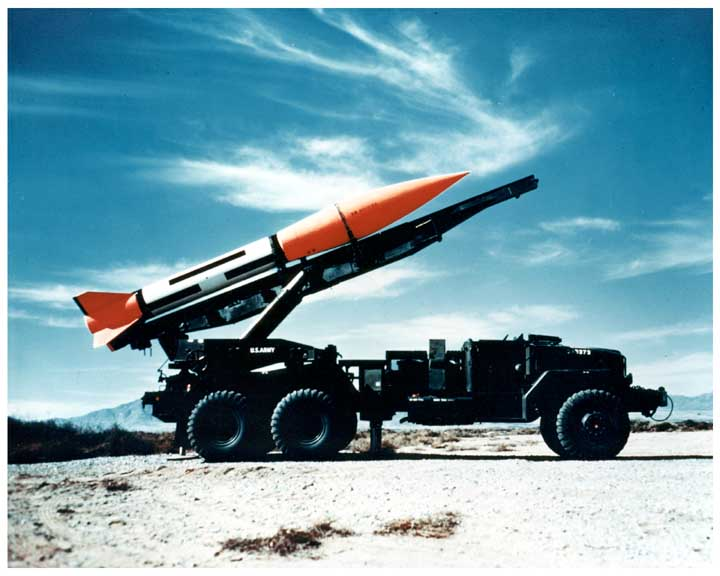
MGR-1 HONEST JOHN

## الوصف
صنعة W31 إبتدءا من 1959 و أخرجة من الخدمة سنة 1989.
جميع الإصدارات لديها تقريبا نفس الحجم والوزن : لديها قطر طوله 28 و 30 بوصة وعلو قدره 39 و 39.5 بوصة ووزنها حوالي 900 و945 رطلا
وهي تعتبر من الأسلحة النووية، وسرعة تفاعل انشطار نووي داخلها في تزايد عندما تضاف نسبة قليلة من المحروقات في الاندماج نووي

## أنواعها

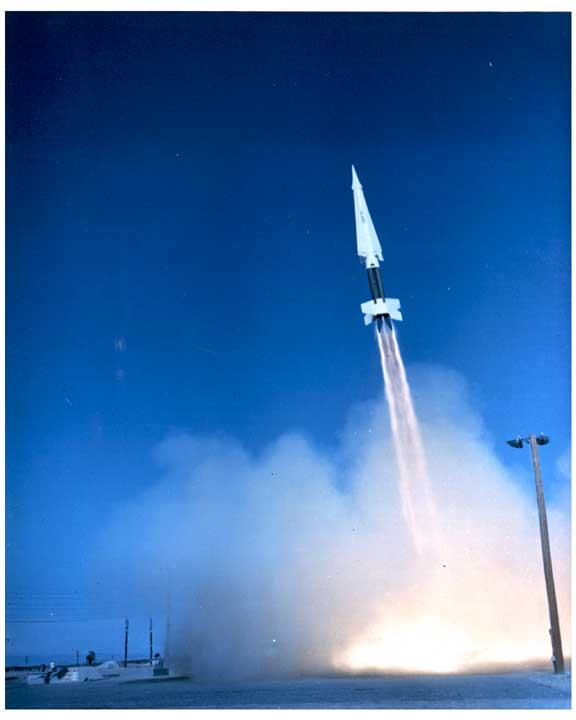
صورة الصاروخ MIM-14 Nike-Hercules

الصاروخ Missiles MIM-14 Nike-Hercules 
- يعتبر Missiles MIM-14 Nike-Hercules من صواريخ أرض-جو، وأرض-أرض

وهو يحمل ثلاثة W31 مختلفة وتبلغ قوة حمولته من 20 إلى 40 طن. وتم دخوله للخدمة سنة 1989. وتم صنع 3000 نسخة منه
Missiles MGR-1 Honest John
- MGR-1 Honest John هو صاروخ باليستي إستراتيجي من نوع أرض-أرض وقد تم إستعماله من طرف القوات البرية للولايات المتحدة

وهو يحمل إما صاروخ W7 أو ثلات بدائل من W31 أما قوته الانفجارية فتتراوح بين 20 أو 40 طن، بدء دخوله للخدمة سنة 1959 إلى حدود سنة 1987 وتم صنع 1650 قطعة منه

## روابط خارجية
http://nuclearweaponarchive.org/Usa/Weapons/Allbombs.htm